# Моральна теологія
Моральна теологія — це наука, яка є частиною теології і яка методично представляє людське покликання у світлі Євангелії та зобов'язання, що випливають з цього покликання.